# 火鴨雞

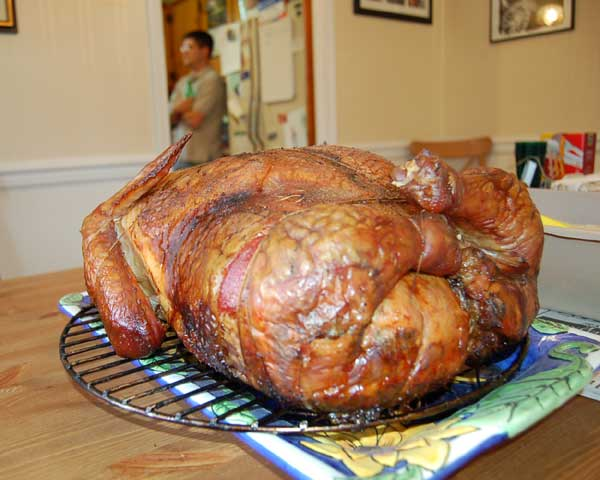
一只30 lb的火鴨雞

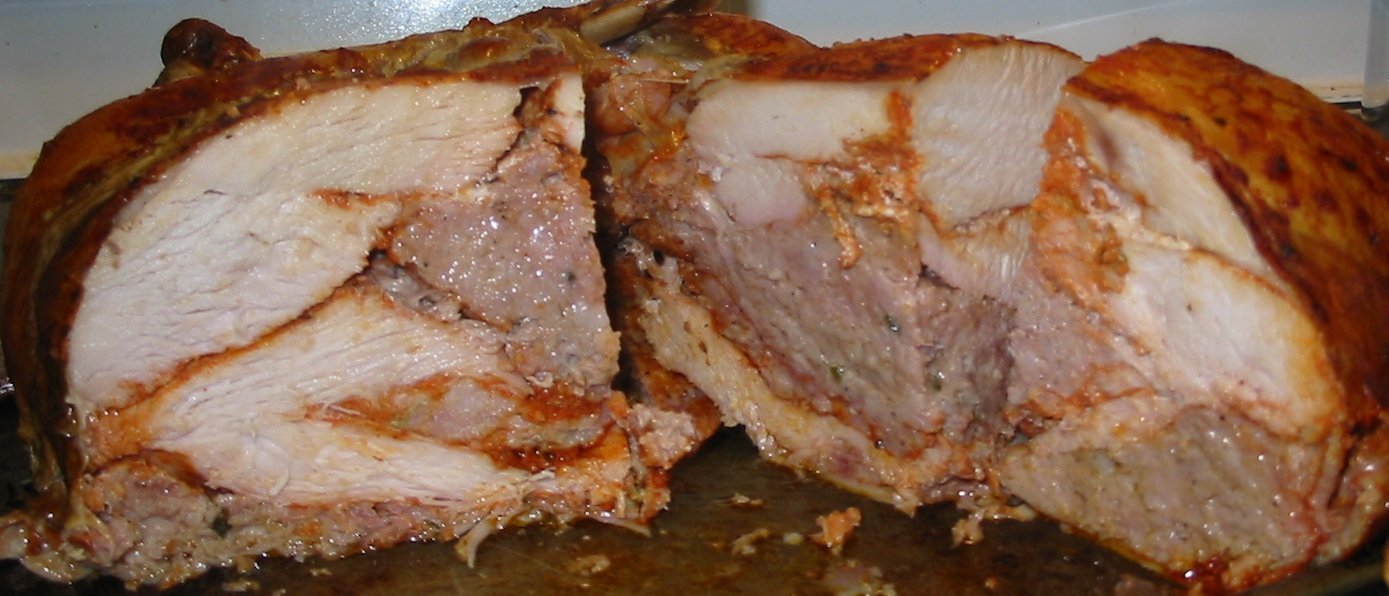
火鴨雞的剖面

火鴨雞（英語：Turducken）是一道将去骨鸡塞入去骨鸭，再塞入去骨火鸡所制成的菜肴。在美国和加拿大以外作三鸟烤（英語：three-bird roast）。 鵝鴨雞（英語：Gooducken）为该菜肴的一个变体（以鹅肉取代火鸡）。
Turducken一词为“Turkey”“Duck”与“Chicken”的复合词。本菜采用填充方式（一种将一只动物塞入另一只动物的腹部的方法）；该步骤会重复两次。
鸡或野鸡的胸腔及其余空隙都被填满（有时用调味面包屑混合物或香肠肉填充，部分版本对禽肉的填充物亦有差异）。最终会得到一个坚实的多层家禽菜肴，宜焖烧、烤、炙烤或烧烤。
约翰·马登在美国推广了火鴨雞，他在NFL感恩节赛事以及后来的《周一足球之夜》广播节目中宣传了这道不寻常的菜肴。 有一次，解说员在展位里徒手锯开一只火鴨雞以展示其内部结构。

## 起源
火鴨雞的发明者尚不明确（尽管民间普遍认为加利福尼亚州厨师保罗·普鲁德霍姆推广了这道菜）。最常见的原型是路易斯安那州莫里斯的“赫伯特特色肉类”，其发明者Junior和萨米·赫伯特表示他们在1985年因为“当时一个当地人将自己的鸟带到他们的商店并要求二人制作一道混成菜色”而发明本菜。 
新奥尔良外科医生杰拉尔德·拉纳萨博士在当地以使用手术刀为三只禽肉去骨而闻名，拉纳萨有时在最后一只母鸡的腔内填入猪肉或烤小牛肉，从而创造了火鴨雞传统，成为美国南部地区最受欢迎的节日食物。 安杜伊香肠和鹅肝酱一直是拉纳萨烹饪火鴨雞的关键元素。 拉纳萨博士的工作成果可在现在量产的火鴨雞（另一种添加或替代康沃尔野鸡的变体）中找到。他以火鸡、鸭子和鸡肉制成的無骨烤春雞现在有多种版本。 拉纳萨博士在無骨烤春雞、三鸟烤和火鴨雞方面的创新和成功始于二十世纪中叶，并在六七十年代大幅度扩展（比当今许多受欢迎的商业阿卡真/克里奥尔厨师更早）。 
在英国，火鴨雞是一种名为“三鸟烤”或“皇家烤肉”的無骨烤春雞。纯肉公司于1989年发明五鸟烤（由鹅、火鸡、鸡、野鸡和鸽子构成，鸽腹塞满了香肠），被描述为传统约克郡圣诞派的现代复兴；公司亦在1990年推出了新的三鸟烤（由鸭子和鸽子，鼠尾草和苹果馅构成）。多鸟烤走向普世化。 
鵝鴨雞则是一只塞入鸭子的鹅，而前者又塞入了一只鸡。

## 历史上的类似食品
美食家格里莫德拉雷尼埃在1807年著作《Almanach des Gourmands》中展示了他的“无与伦比的烤肉”——一只鸨塞满了火鸡、鹅、雉、鸡、鸭、珠鸡、钻水鸭、鹧鸪、山鶉、鸻、田凫、鹌鹑、画眉、云雀、欧托兰圃鹀和园林莺——尽管他说，由于古罗马人亦有类似产物，故“无与伦比的烤肉”也不太新奇。最后一只鸟非常小，但也足够塞下一个橄榄；它还表明，与现代的多鸟烤不同，鸟之间没有其他填充物或包裹。
《潘多拉的垫子》中以“一只鹅塞满了鸡肉，里面塞满了鹌鹑”描述该菜。
这道菜的另一版本归功于法国外交官兼美食家夏尔·莫里斯·德塔列朗-佩里戈尔。 1891年报纸文章《法国餐桌传奇—供应塔列朗鹌鹑》如此描述道: 
例如，以下是塔列朗烤鹌鹑的奇特且有些迂回的方式。在他位于圣弗洛伦丁街的酒店举行的“灵感美食家”的一天，他写下了以下食谱：将一只丰满的鹌鹑以松露调味，然后放入香槟中变嫩。你小心翼翼地把鹌鹑放在一只小布雷斯鸡里面；然后缝上开口，在鸡肉上涂抹黄油。再一次，你把鸡肉放在一只细小的贝里火鸡里，在明亮的火炉前谨慎烤制。结果如何？火鸡的肉汁都被家禽吸收，而家禽的肉汁又被鹌鹑吸收。烤制两小时，实际上三鸟烤已经完毕，你把热气腾腾的三鸟烤放在一盘精美的瓷器或凿银的盘子上。其次你把鸡从火鸡里取出，把鹌鹑从鸡里取出。鹌鹑？谈论鹌鹑是正确的吗？当这道美味、芬芳的菜肴确实难道对任何名字来说都太好了？你把鹌鹑当作一些神圣的遗物，以最好的古尔内黄油把它烤成金黄色。
《激情印度：西班牙卡普尔图拉公主的故事》一书 (p.295）的一个章节讲述了十九世纪后期印度的一道类似菜肴：
在比卡内尔的宫殿里，安妮塔受邀请去参加最特别的晚宴，当安妮塔向她的主人询问这种多汁菜肴的做法之时，他认真地回答道：“准备一整头骆驼，去皮并清洗干净，塞入山羊，然后再塞入一只火鸡，在火鸡里填入一只鸡。将松鸡填入进鸡，再塞入鹌鹑，最后放入麻雀。然后调味，将骆驼放入地洞烤熟”。